# Robert Dienst
Robert Dienst (1 de març de 1928 - 13 de juny de 2000) fou un futbolista austríac de la dècada de 1950.
Fou un dels grans golejadors del Rapid de Viena dels anys 50. Fou tres cops màxim golejador de la lliga austríaca de futbol i guanyà sis lligues. És el màxim golejador del Rapid a la lliga amb 307 gols. En total marcà 323 gols en 351 partits en total a la Lliga austríaca de futbol.
Debutà amb la selecció l'octubre de 1949 en un partit davant Hongria. En total disputà 27 partits i marcà 12 gols. Participà en les Copes del Món de 1954 i 1958.
Un cop retirat fou entrenador de diversos clubs modestos.

## Palmarès
- Lliga austríaca de futbol (6):
  - 1951, 1952, 1954, 1956, 1957, 1960
- Copa austríaca de futbol (1):
  - 1961
- Copa Zentropa (1):
  - 1951
- Màxim golejador de la lliga austríaca de futbol (3):
  - 1951, 1953, 1954, 1957[2]